# Tolmomyias assimilis
Tolmomyias assimilis là một loài chim trong họ Tyrannidae.